# Engañador de hash
Un Engañador de hash es un programa que agrega caracteres al azar a datos con el fin de cambiar la suma de hash de esos datos.

Esto se utiliza típicamente para agregar palabras a los correos electrónicos no deseados, para evitar los filtros de hash. Como suma de hash del e-mail es diferente de la suma de los e-mails previamente definidos como spam, el correo electrónico no se considera spam, por lo que se entrega como si fuera un mensaje normal.
Los engañadores de Hash también se pueden usar para añadir al azar contenido en cualquier tipo de archivo hasta que la suma de hash se convierte en una suma determinada. En el contexto de correo electrónico, esto podría ser utilizado para omitir un filtro que sólo acepta mensajes de correo electrónico con una cierta suma.
Inicialmente los spams que contenían "ruido blanco" de engañadores de hash tendían a exhibir simplemente «párrafos» de palabras literalmente al azar, pero cada vez más éstos aparecen ahora un tanto gramatical.